# Challenge Cup Pan-Americano de Hóquei sobre a grama
O Challenge Cup Pan-Americano é um torneio de hóquei sobre a grama organizado pela Federação Pan-Americana de Hóquei (PAHF). O mesmo outorga vagas diretas para a Copa Pan-Americana deste desporto.
Esta competição era disputada a cada quatro anos, desde 2011, nas modalidades masculina e feminina. O ciclo foi interrompido em decorrência da pandemia provocada pela COVID-19.
O presente campeonato reúne as equipes que ficaram nas últimas posições da Copa Pan-Americana anterior à sua disputa, além de outras designadas pela PAHF, de acordo com o posicionamento das mesmas em seus distintos campeonatos locais.
Como a Copa Pan-Americana assegura uma vaga direta à Copa do Mundo (tanto masculina quanto feminina) do seu ciclo de disputa, além de também outorgar vagas aos Jogos Pan-Americanos, o Challenge Cup Pan-Americano acaba ganhando ampla importância como torneio qualificatório continental, em especial no que tange ao desenvolvimento deste esporte no continente americano.

## Torneio masculino
Segue-se o histórico abaixo.

### Resultados
| 2011 Detalhes | Rio de Janeiro | Uruguai | Pontos corridos | Brasil    | Paraguai | Pontos corridos   |        |
| 2015 Detalhes | Chiclayo       | Brasil  | 1 - 0           | Venezuela | Uruguai  | 2 - 2 (ps: 3 - 2) | Guiana |
| 2021 Detalhes | Lima           | México  | Pontos corridos | Peru      | Equador  | Pontos corridos   |        |
| 2024 Detalhes | Lima           |         | A disputar      |           |          | A disputar        |        |

### Desempenho histórico
| Seleção    | 2011 (3) | 2015 (8) | 2021 (3) | 2024 TBA |
| ---------- | -------- | -------- | -------- | -------- |
| Brasil     | 2º       | 1º       | -        |          |
| Equador    | -        | 8º       | 3º       |          |
| Guiana     | -        | 4º       | -        |          |
| México     | -        | -        | 1º       |          |
| Panamá     | -        | 7º       | -        |          |
| Paraguai   | 3º       | -        | -        |          |
| Peru       | -        | 5º       | 2º       |          |
| Porto Rico | -        | 6º       | -        |          |
| Uruguai    | 1º       | 3º       | -        |          |
| Venezuela  | -        | 2º       | -        |          |

### Premiações
| Ordem | País      | Medalha de ouro | Medalha de prata | Medalha de bronze | Total |
| ----- | --------- | --------------- | ---------------- | ----------------- | ----- |
| 1     | Brasil    | 1               | 1                | 0                 | 2     |
| 2     | Uruguai   | 1               | 0                | 1                 | 2     |
| 3     | México    | 1               | 0                | 0                 | 1     |
| 4     | Peru      | 0               | 1                | 0                 | 1     |
| 4     | Venezuela | 0               | 1                | 0                 | 1     |
| 5     | Equador   | 0               | 0                | 1                 | 1     |
| 5     | Paraguai  | 0               | 0                | 1                 | 1     |
| Total | Total     | 3               | 3                | 3                 | 9     |

## Torneio feminino
Segue-se o histórico abaixo.

### Resultados
| 2011 Detalhes | Rio de Janeiro | Uruguai | 6 - 0      | Guiana            | Brasil   | 2 - 1      | Paraguai   |
| 2015 Detalhes | Chiclayo       | Brasil  | 3 - 1      | Barbados          | Peru     | 2 - 1      | Porto Rico |
| 2021 Detalhes | Lima           | Peru    | 2 - 0      | Trinidad e Tobago | Paraguai | 3 - 1      | Brasil     |
| 2024 Detalhes | Hamilton       |         | A disputar |                   |          | A disputar |            |

### Desempenho histórico
| Seleção           | 2011 (5) | 2015 (5) | 2021 (4) | 2024 TBA |
| ----------------- | -------- | -------- | -------- | -------- |
| Barbados          | -        | 2º       | -        | -        |
| Bermuda           | 5º       | -        | -        | -        |
| Brasil            | 3º       | 1º       | 4º       | -        |
| Guiana            | 2º       | -        | -        | -        |
| Panamá            | -        | 5º       | -        | -        |
| Paraguai          | 4º       | -        | 3º       | -        |
| Peru              | -        | 3º       | 1º       | -        |
| Porto Rico        | -        | 4º       | -        | -        |
| Trinidad e Tobago | -        | -        | 2º       | -        |
| Uruguai           | 1º       | -        | -        | -        |

### Premiações
| Ordem | País              | Medalha de ouro | Medalha de prata | Medalha de bronze | Total |
| ----- | ----------------- | --------------- | ---------------- | ----------------- | ----- |
| 1     | Brasil            | 1               | 0                | 1                 | 2     |
| 1     | Peru              | 1               | 0                | 1                 | 2     |
| 2     | Uruguai           | 1               | 0                | 0                 | 1     |
| 3     | Barbados          | 0               | 1                | 0                 | 1     |
| 3     | Guiana            | 0               | 1                | 0                 | 1     |
| 3     | Trinidad e Tobago | 0               | 1                | 0                 | 1     |
| 4     | Paraguai          | 0               | 0                | 1                 | 1     |
| Total | Total             | 3               | 3                | 3                 | 9     |